# بيض الصويا
بيض الصويا هو نوع من البيض في المطبخ الصيني والمطبخ الياباني والمطبخ الموريشياني يتم غليه وتقشيره ثم طهيه في خليط من صلصة الصويا والسكر والماء والأعشاب والتوابل الاختيارية الأخرى. يمكن اعداد أو صنع بيض الصويا من بيض الدجاج والبط والسمان.

## المطبخ الياباني
يتم استخدام تقنية مماثلة في اليابان لصنع بيض متبل بصلصة الصويا يسمى باليابانية Ajitsuke Tamago (味 付 け 玉 子)، والذي يتم تقديمه تقليديًا مع الرامن. 